# Llano Grande (Cartago)
Llano Grande est un quartie de Costa Rica fait partie du canton de Cartago, dans la province du même nom.